# 대한방사선방어학회
대한방사선방어학회(大韓放射線防禦學會, Korean Association For Radiation Protection)는 회원 상호간의 협조와 친목을 도모함으로써 방사선방어에 관한 제반연구 및 발전에 이바지함을 물론 학술의 국제교류 및 국제학술단체와의 상호협력 증진에 기여함을 목적으로 1975년 7월 4일 설립된 대한민국의 학술 단체이다. 사무실은 서울특별시 성동구 왕십리로 222, 319호 (사근동, 한양종합기술연구원)에 있다.

## 주요 사업
- 방사선방어에 관한 학술연구발표회 및 강연회 등의 개최
- 학회지 및 방사선방어에 관한 학술간행물의 발행 및 배포
- 방사선방어에 관한 학술의 국제교류 및 협력
- 방사선방어에 관한 국제학술자료의 조사, 수집 및 번역
- 방사선방어에 관한 조사 및 연구용역
- 회원의 연구활동을 위한 제반협조
- 기타 본 학회의 목적 달성에 필요한 사항